# Reinier Schippers
Reinier Schippers (Maasdijk, 9 november 1907 - Amsterdam, 4 mei 1989) was predikant van de Gereformeerde Kerken in Nederland en van 1950 tot 1977 hoogleraar aan de Vrije Universiteit te Amsterdam.

## Biografie
Reinier werd geboren als zoon van de gereformeerd predikant ds. Aart Schippers en Wilhelmina Maria de Kruiter, hij had nog 5 broers en zussen en een halfbroer K. A. Schippers.
Op 28 november 1983 huwde hij te Amsterdam met Gesina Sophia Charlotta Charlotta Meuser (Amsterdam 12 april 1905 -  Amsterdam, 23 april 1983), 
het gezin kreeg een zoon Aart (Smallingerland, 1929), een tweeling Elisabeth Sophia en Heinrich Martin Christian (Drachterscompagnie, 1931) en een dochter Wilhelmina Maria (Wanswerd, 1935).
In 1924 ging Reinier Schippers theologie studeren aan de Vrije Universiteit te Amsterdam en was lid van het Studentencorps NDDD, het dispuut Agora en deed Kandidaatsexamen op 15 juni 1928. Op 15 juni 1934 slaagde hij voor zijn Doctoraalexamen en op 11 november 1938 promoveerde hij op het proefschrift Getuigen van Jezus Christus in het Nieuwe Testament (Franeker); zijn promotor was F.W. Grosheide. 
Vanaf 1950 was hij hoogleraar in de ethiek, encyclopedie en ambtelijke vakken (predikkunde, pastoraat en evangelistiek) aan de Theologische Faculteit van de VU en vanaf 1953 hoogleraar ethiek en Nieuwtestamentische vakken.
Op vrijdag 13 oktober 1959 hield prof. dr. R. Schippers zijn inaugurele rede De bronnen van een oecumenische ethos aan de Vrije Universiteit te Amsterdam en op 16 september 1964 werd hij Rector magnificus (1964-1965).
Bij zijn adscheid kreeg Reinier van de VU een portret aangeboden geschilder door Joop Stierhout.
Als predikant diende hij achtereenvolgens de gemeenten van Drachtstercompagnie (1928-1934), Wanswerd (1934-1939), Rotterdam-Centrum (1939-1948) en Watergraafsmeer (1948-1950).
Hij publiceerde in diverse tijdschriften o.a. in De Reformatie, Pro Ecclesia (Pro Ecclesia, weekblad ten dienste van het Gereformeerde leven in Nederland), Sola Fide, Eenigheid des Geloofs en Bezinning (het maandblad van Berkouwer, S.J. Popma en Schippers). 
Reinier zette zich gedurende de tweede wereloorlog vele malen in om joden uit handen van de Duitsers te houden, hij slaagde er onder meer in om een gezin uit Westerbork vrij te krijgen. Ook schreef hij meerdere brieven aan de bezetter om ervoor te zorgen dat mensen niet opgepakt werden.
Op 4 mei 1989 overleed Reinier Schippers, na een periode van afnemende krachten, in zijn woning in Amsterdam.

## Nevenfuncties

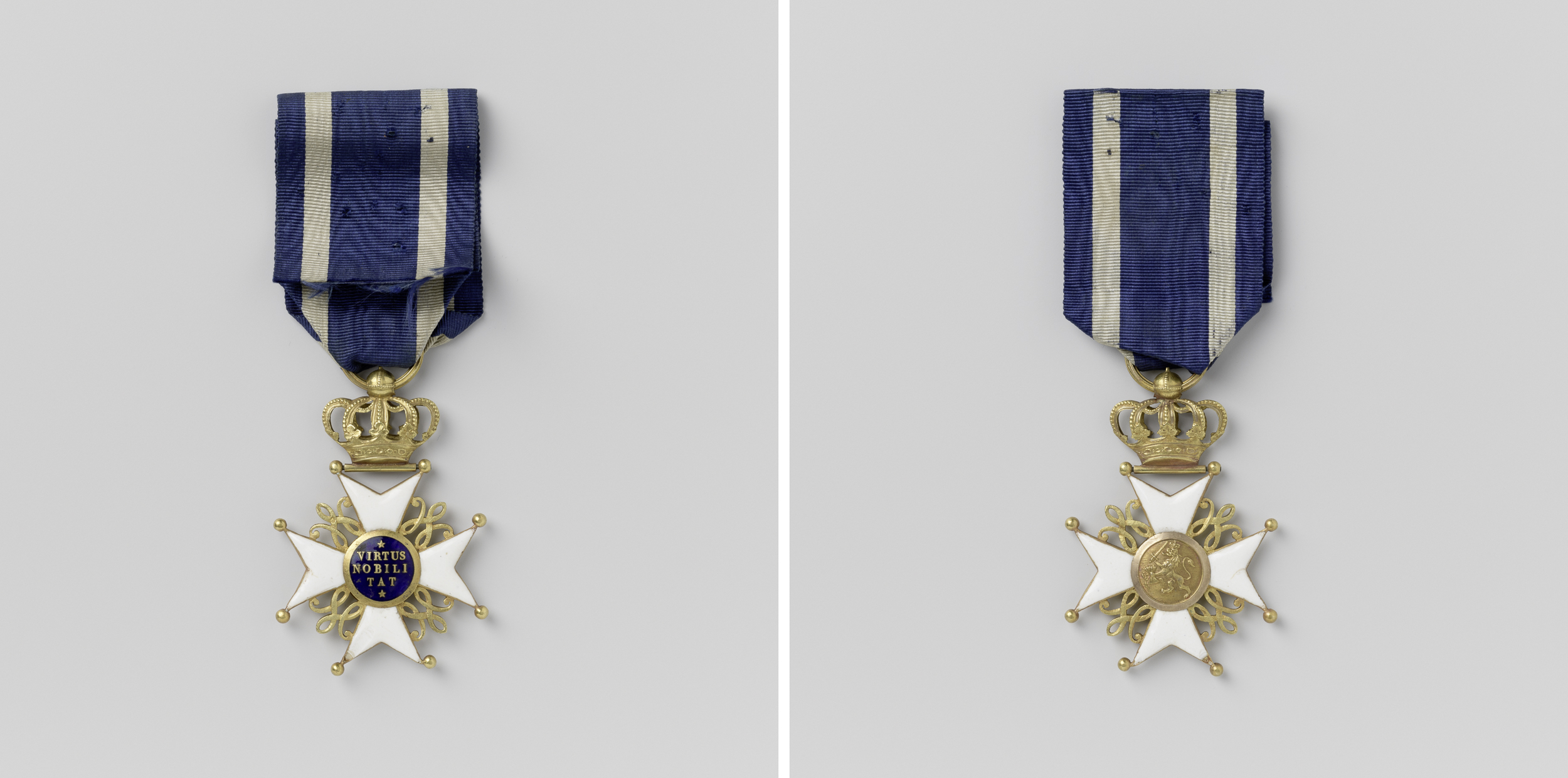
Ridderkruis van Orde van de Nederlandse Leeuw met blauw lint, NG-NM-10387-B-112

Reinier Schippers had meerdere functies op maatschappelijk gebied:
- Vanaf 23 september 1959 was hij voorzitter van de nationale raad voor maatschappelijk werk in 24 februari 1967 werd hij bij zijn aftreden benoemd tot ridder in de orde van de Nederlandse Leeuw.
- Hij was redacteur van het blad Pro Ecclesia, dat de gedachten van de reformatorische beweging in de gereformeerde kerken in de lijn van Schilder en anderen wilde populariseren (Hij ging niet met de Vrijmaking mee).
- Hij was betrokken bij de vrijmaking van 1944, (Verzameling betreffende de vrijmaking van 1944 is opgenoomen in de Collectie dr. Reinier Schippers, 1942-1959 van het Utrechts Archief [1].
- Bestuur van hij het Nederlands Bijbelgenootschap.
- Voorzitter van het Gereformeerd Sociologisch Instituut bij de oprichting in 1954.
- Lid van het Commitee van aanbeveling Auswitch herdenking 1965.
- Vanaf 1957 was hij voorzitter van de Protestantse Stichting tot bevordering van Verantwoorde Gezinsvorming.
- Voorzitter van de stichting raad voor gereformeerde sociale arbeid (1958).
- Curator van het Nederlands Gesprekscentrum.
- Lid vanaf de oprichting (18 oktober 1986) van de centrale adoptieraad.
- Op 22 augustus 1965 werd prof. R. Schippers benoemd tot vicevoorzitter van de stichting Socutera.
- Gedurende een aantal jaren voorzitter van de commissie bejaardenwerk van de sociale raad te Amsterdam.
- Lid van het deputaatschap tot samenspreking tussen de Nederlandse Hervormde Kerk en de Gereformeerde Kerken in Nederland.
- Lid van de commissie voor Geloof en Kerkorde van de Oecumenische Raad van Kerken in Nederland.
- Hij was betrokken bij het overleg van het Deputaatschap tot samenspreking tussen de Nederlandse Hervormde Kerk en de Gereformeerde Kerken in Nederland.

Op 20 juni 1956 hield hij een rede in de openbare zitting ter herdenking van het verzet van de Vrije Universiteit in de jaren 1940-1945 en van de leden van de Civitas Academica die tijdens de bezetting 1940-1945 hun leven hebben gelaten voor Vaderland en Vrijheid.

## Publicaties
- 1938, Getuigen van Jezus Christus in het Nieuwe Testament,  Schippers, Reinier, T. Wever, 1938 . 218 p.
- 1940, de brief aan de Romeinen, uit serie De bijbel, toegelicht voor het Nederlansche volk, R. Schippers.
- 1944, Van den dienst des woords, een boek over de prediking naar gereformeerde belijdenis, R. Schippers, R.H. Kuipers,  E. Th. v.d Born,Oosterbaan & Le Cointre.
- 1948, De grote stad, Het massaprobleem
- 1951, De Bronnen van een ocumenisch ethos, R. Schippers.
- 1954, De Gereformeerde zede, R. Schippers.
- 1955, Het mandement: de verzuiling en onze strijd tegen de doorbraak, referaat gehouden op de partijconferentie van de Antirevolutionaire Partij op 13 en 14 october 1954,  Antirevolutionaire Partijstichting.
- 1959, Johannes Calvijn, zijn leven en zijn werk, Biografisch verslag over Calvijn, R. Schippers, Kok Kampen.
- 1956, Industrialisatie en nationale welvaart?, J. Zijlstra, Frs. R.W. Dirker, R. van Dijk en R. Schippers, 7-83, aldaar 20-21 en
- 1964, De geschiedenis van Jezus en de apocalyptiek, rede ter gelegenheid van de 84e herdenking van de stichting van de VU.
- 1960, Voordwoord in Elseviers encyclopedie van de Bijbel, Elsevier Amsterdam/Brussel, Elsevier.
- 1960, Het evangelie van Thomas : apocriefe woorden van Jezus, R. Schippers, Kok Kampen
- 1965, Ex Auditu Verbi : Theologische opstellen aangeboden aan Prof.Dr. G.C. Berkouwer, R. Schippers, G.E. Meuleman, J.T. Bakker, H.M. Kuitert, Kok Kampen.
- 1968, Het NT voor mensen van deze tijd, vertaald onder supervisie van A. Bertrangs en R. Schippers
- 1969, Jezus Christus in het historisch onderzoek, Kok Kampen, 86 pag.
- 1976, Het Nieuwe Testament voor mensen van deze tijd, fotobijbel, A. Bertrangs, R. Schippers, ISBN 9024232589, ISBN 978-9024232581, Kok Kampen